# Bruno Fornaroli
Bruno Fornaroli (ur. 7 września 1987 w Salto) – australijski piłkarz urugwajskiego pochodzenia występujący na pozycji napastnika. W 2022 roku zadebiutował w barwach reprezentacji Australii

## Kariera piłkarska
Bruno Fornaroli jest wychowankiem klubu Nacional. W 2008 roku trafił do Sampdorii, skąd w następnym roku był wypożyczany do San Lorenzo, Recreativo Huelva i Nacionalu. W 2012 roku przeszedł do Panathinaikosu.